# Giacomo da Campione

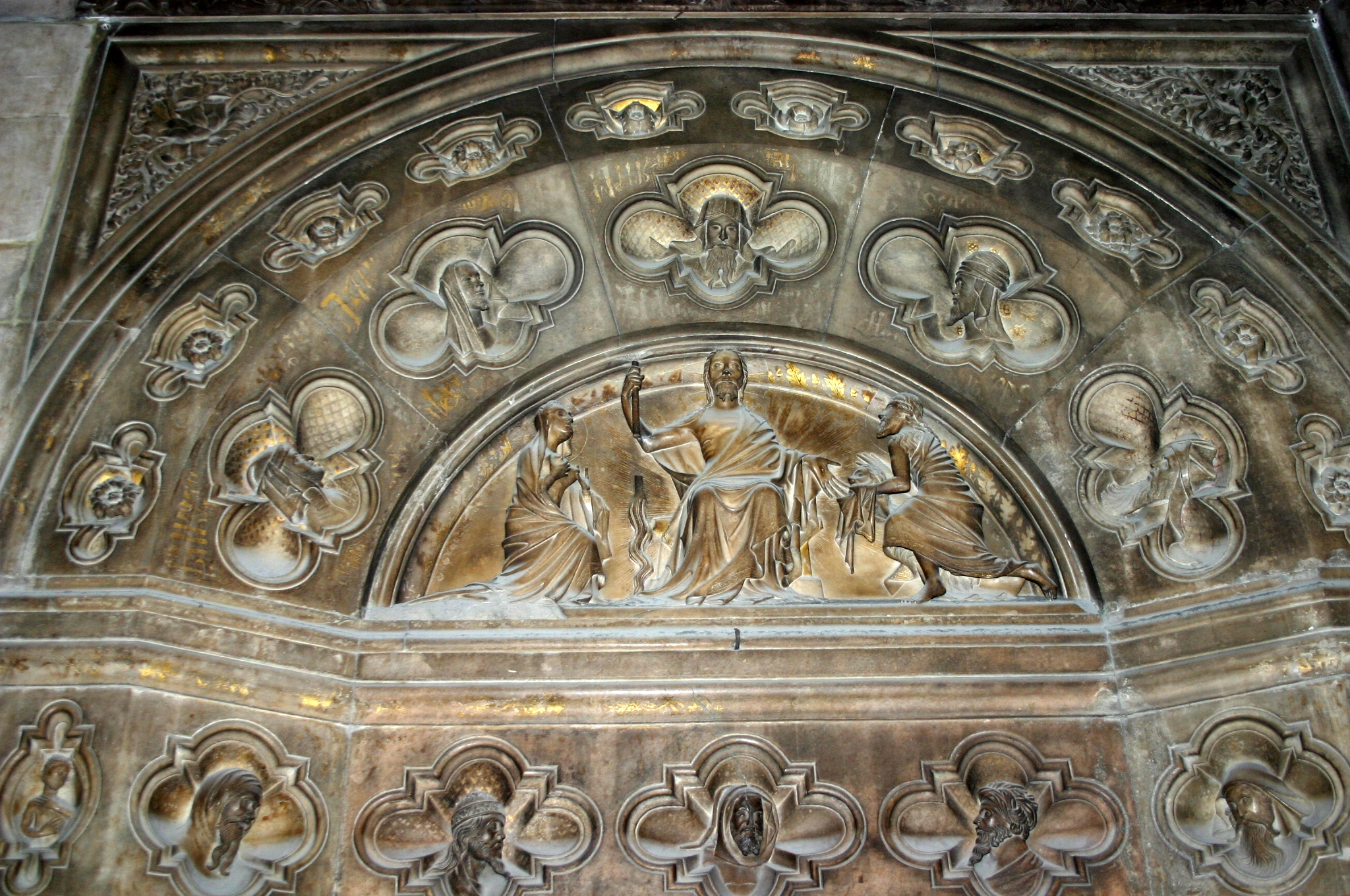
Dom van Milaan, portal van de noordelijke sacristie.

Giacomo da Campione  of Jacopo da Campione ( ??? – Milaan, 31 oktober 1398)),  was een Italiaanse  beeldhouwer en architect uit de late gotiek, die actief was in Milaan in de laatste twee decennia van de veertiende eeuw.

## Biografie
We weten niets over de datum of plaats van zijn geboorte, alleen dat hij een zoon was van Zambonino da Campione een lid van de Meesters van Campiona.
Het eerste document waarin hij vernoemd wordt was een lijst van kunstenaars uit 1387 bewaard in de archieven van de ‘Fabbrica del duomo’ in Milaan. Hij werd in de lijst vermeld als "magister a lapidibus vivis"  en is een van de eerste medebeheerders van de ‘Veneranda Fabbrica del Duomo di Milano’.

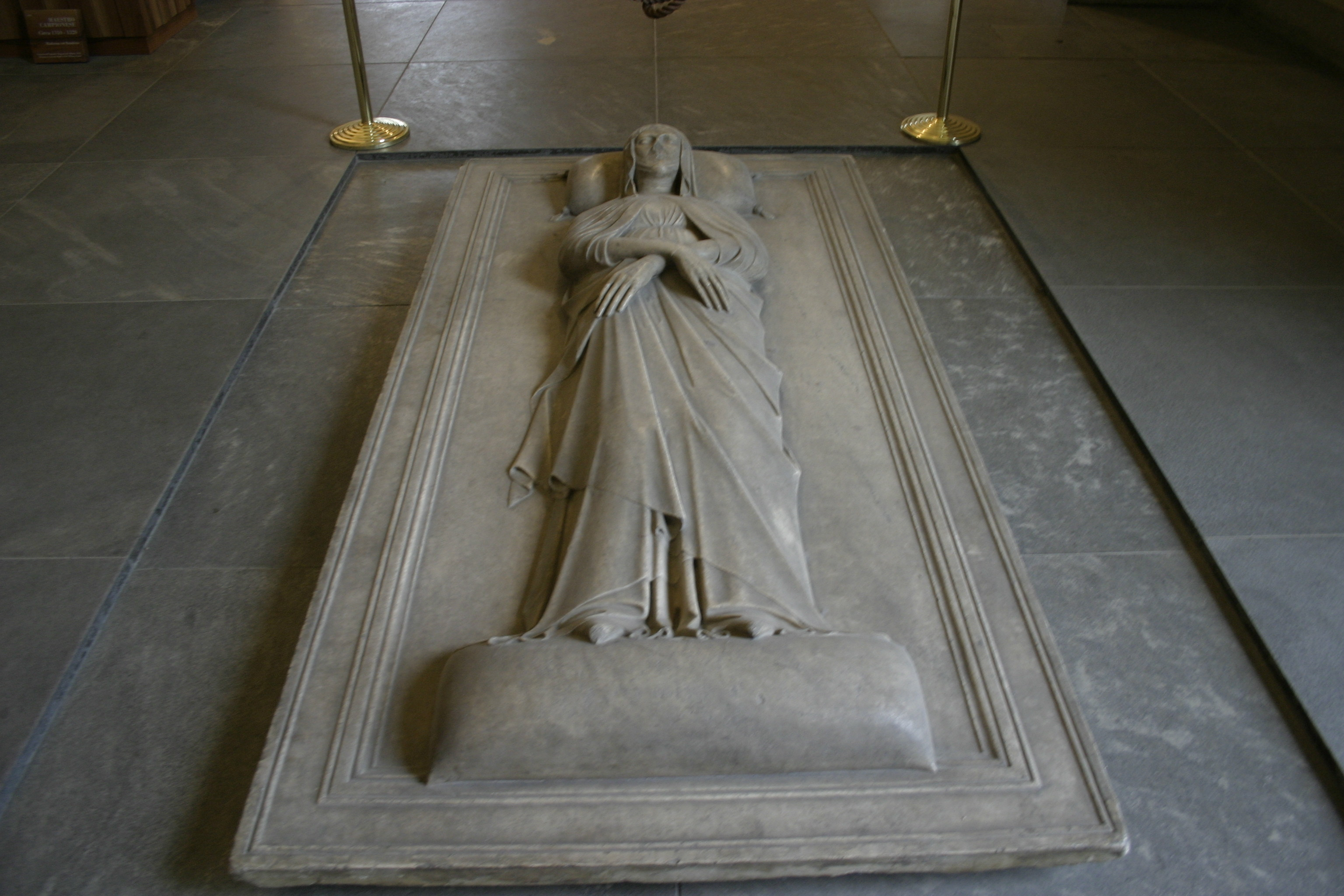
Grafsteen, mogelijk van Blanche van Savoye.

Vanaf 1 mei 1388 werd hij aangesteld als ingenieur van de Fabbrica del Duomo. Rondom 1390 begon een nieuwe fase in de bouw van de kathedraal van Milaan waarbij Giacomo en Giovannino de' Grassi werden aangesteld als hoofdingenieurs van de werkplaats. Giacomo sculpteerde het portaal van de noordelijke sacristie van de dom. In 1396 nam hij deel aan het ontwerp en de bouw van de Certosa di Pavia, waar hij een tijd hoofd van de werken was. Hij zou volgens sommigen ook de auteur zijn van de marmeren grafsteen van een non, die herbruikt zou geweest zijn voor het graf van Blanche van Savoye, en nu bewaard wordt in het ‘Museo d'Arte Antica’ op het ‘Castello Sforzesco di Milano’.
Een van de leerlingen van Jacopo da Campione, Marco da Carona, volgde hem op als hoofdingenieur van de fabbrica na zijn vroegtijdige dood.
- Gemeinsame Normdatei: 142964565
- Virtual International Authority File: 161000712